# Поле Бродмана 27
Поле Бродмана 27 (Бродман-1909) — одна з визначених Корбініаном Бродманом цитоархітектонічних ділянок головного мозку. Знаходиться в ростральній частині парагіпокампальної звивини (лат. gyrus parahypocampalis) мавпи (Корбініан Бродман-1909). В людському мозку для позначення цієї ділянки зазвичай вживається синонім «прескубікулюм» (лат. presubiculum) (Crosby-62).
Дорзальна частина ділянки «пресубікулюм» більш відома як "постсубікулюм"(лат. postsubiculum) і являє інтерес, оскільки він містить особливі клітини (англ. head direction cells), що відповідальні за повороти голови.